# 畑雅文
畑 雅文（はた まさふみ、1986年11月28日 - ）は日本の脚本家・演出家。埼玉県川越市出身。

## 略歴
埼玉県川越市出身。川越市立川越高等学校、法政大学法学部法律学科卒。血液型はB型。
学生時代は法政大学お笑いサークルHOSに入って活動。サークルの先輩にはマヂカルラブリーの村上がいた。
2007年、きたろうとさまぁ～ずの大竹一樹が司会の『カイブツ』（日本テレビ）に出演。
第1回大学生お笑いアマチュア選手権大会「笑樂祭」で優勝。学費全額免除の特待生としてワタナベコメディスクールに入学。その後ワタナベエンターテインメントに「はた坊」の芸名で所属。ピン芸人として活動。
2008年のお笑いホープ大賞では準決勝進出。テレ遊びパフォー!（NHK総合テレビ）出演。R-1ぐらんぷり2009では3回戦まで進出。
2009年9月、ろりこ（旧芸名・ロリィタ族。）とお笑いコンビ「モラリスト」結成。サンミュージックプロダクション所属。2011年1月17日、初単独ライブ「ネクロフィリア」（下落合TACCS1179）を行った。2011年10月、脚本家としての道を歩むため、お笑いコンビ「モラリスト」を解散する。
2013年に企画演劇団体「爬虫類企画」を立ち上げ、脚本・演出を手がける（2016年活動終了）。
2018年4月、55visioに所属。『魔法先生ネギま！』、『マギアレコード 魔法少女まどか☆マギカ外伝』、『七色いんこ』、『鉄コン筋クリート』など、漫画やアニメなどを原作とした2.5次元の舞台作品の脚本も手がけていく。
2024年7月、日テレシナリオライターコンテストで審査員特別賞を受賞。

## 作品

### 爬虫類企画（2013年 - 2016年）
- カーテンサークル（2013年4月） - 作・演出・出演[7]
- ペアレントジャーニー（2013年10月） - 作・演出・出演[15]
- ラセンカゾク（2014年5月） - 作・演出・出演[16]
- ヒョウイズム（2014年9月） - 作・演出・出演[17]
- ゴーストタイタン（2015年2月） - 作・演出・出演[18]
- ヴィランの沼に咲く（2015年6月） - 作・演出[19]
- 潜入偽装ファミリア（2015年6月） - 作・演出[20]
- 究極町内会（2015年12月） - 作・演出・出演[21]
- FOREST（2016年3月） - 脚本[22]

### 舞台
2015年
- ようこそ、ユメミルユガミノ国へ。（8月） - 脚本
- 三色の星（9月） - 脚本・演出

2016年
- 夢で逢えたら～Matryothka～（1月） - 脚本・演出
- 禁断の刃（5月） - 脚本
- 転校生革命（7月） - 脚本

2017年
- 46億年ゼミ（1月） - 脚本
- 争奪クラス替え会議！（4月） - 脚本・演出
- 多賀丸叙伝（4月） - 脚本
- 俺がアイツでアイツがそいつでそいつがコイツでコイツが俺で（5月） - 脚本・演出
- 雨降ってジ・エンド（5月） - 脚本
- 未来ニッポン決定塾（7月） - 脚本・演出
- 飯能アルプス物語 Pentagram（8月） - 脚本・演出
- 秘密結社Crymax
  - 第1回公演 オネエ探偵と初恋喫茶（6月） - 脚本・演出
  - 第2回公演 病院狂騒曲（11月） - 脚本・演出

2018年
- ミュージカル『監獄学園』PRISON SCHOOL（2018年1月） - 脚本・演出・作詞
- スペシャルな恋もベタにオンリー（2月） - 脚本
- 星の王女さま（4月） - 脚本・演出
- Z-Studio 〜ゾンビ映画は愛を育む〜（4月） - 脚本
- 魔法先生ネギま！（7月） - 脚本・演出
- 落語的飯能ストーリーズ（8月） - 脚本・演出
- マギアレコード 魔法少女まどか☆マギカ外伝（8月） - 脚本
- 七色いんこ（10月） - 脚本
- 鉄コン筋クリート（11月） - 脚本

2019年
- プラネタジャッジ（1月） - 脚本
- チョイス -天知る地知る心知る-（3月） - 脚本・演出・作詞
- ヤマノススメ（5月） - 脚本・演出
- 魍魎の匣（6月） - 脚本
- クレイジーメルヘン（6月） - 作・演出
- Bee School（9月） - 脚本
- 壁に挟まった男（10月） - 脚本
- ミュージカル『刀剣乱舞』 歌合 乱舞狂乱 2019（11月） - 脚本
- 花は巡りて（12月） - 脚本

2020年
- 勇者のために鐘は鳴る（1月） - 脚本
- 夜明け〜spirit〜（2月） - 作・演出
- GIRL（5月） - 脚本※公演中止
- 朗読劇『風立ちぬ』（8月） - 脚本・演出
- アルティメット古事記（10月） - 脚本・演出
- ブラックジャックによろしく2020（11月） - 脚本・演出

2021年
- 紅葉鬼 〜童子奇譚〜（1月） - 脚本
- BANANA FISH 前編（6月） - 脚本
- xxxHOLiC （9月） - 脚本
- CONNECT（11月） - 脚本・演出
- 美少年探偵団（12月） - 脚本

2022年
- BANANA FISH 後編（1月） - 脚本
- あの日見た花の名前を僕達はまだ知らない。（2月） - 脚本
- 『ブルーピリオド』The Stage（3月） - 脚本
- ヲタクに恋は難しい（5月） - 脚本
- キノの旅 -the Beautiful World-（5月） - 脚本
- 演劇ドラフトグランプリ（6月） - 脚本
- プラネタジャッジR（11月） - 脚本

2023年
- 『進撃の巨人』the Musical（1月） - 脚本
- 『ウマ娘 プリティーダービー』〜Sprinters’ Story〜（1月） - 脚本
- xxxHOLiC 續（4月） - 脚本
- 恐怖コレクター（5月） - 脚本・演出
- DEAR BOYS （6月） - 脚本
- キノの旅II -the Beautiful World-（6月） - 脚本
- 転校生革命α（7月） - 脚本
- 『あの日見た花の名前を僕達はまだ知らない。』2023（8月） - 脚本・演出
- サラバ演劇世界（11月） - 脚本

2024年
- 世界ギュルルン滞在記（5月） - 脚本
- 夢はパンク（6月） - 脚本・演出
- BACHELEAN バチェリアン（7月） - 脚本
- ミュージカル『七色いんこ』（9月） - 脚本
- 『ATTACK on TITAN』The Musical（10月） - 脚本
- 花のカンタービレ（12月） - 脚本・演出[66]

2025年
- 『桃源暗鬼』練馬編（1月） - 脚本
- バンバン学校裁判BANG！（1月） - 脚本
- ×××HOLiC 續・再（1月） - 脚本
- 極道シアターカンパニー（3月） - 脚本
- 続・美少年探偵団（3月） - 脚本
- 龍と虎狼〜episode SOUJI〜（4月） - 脚本
- アンネの逆襲（6月） - 脚本

### ラジオドラマ
- きみのこえがききたい。（2019年、TOKYO FM） - 脚本[67]

### アニメ
- カードファイト!! ヴァンガード overDress（2021年、テレビ愛知・テレビ東京系列） - 脚本[68]

### ネット配信
- 言劇（）『スルースキルの高い私だから付き合えるが、今日も彼はぶっ飛んでいる!!』（2023年3月、DMM TV） - 脚本[69]